# Build-A-Bear Workshop
Build-A-Bear Workshop är ett företag med konceptet att kunden i butiken själv stoppar upp och klär den nalle eller det gosedjur hen vill köpa.
Build-A-Bear Workshop grundades av Maxine Clark år 1997. Den första butiken öppnades i Saint Louis Galleria. 10 år senare fanns över 300 butiker världen över, i USA, Kanada, Japan, Korea, Danmark, Tyskland, Sverige, Nederländerna, Australien, Frankrike, Ryssland, Taiwan, Norge, Puerto Rico och Storbritannien.  
Choose Holding A/S bolaget som driver Build-A-Bear franchisebutikerna i Danmark, Sverige och Norge blev i mars 2013 försatta i konkurs.